# 제인 애덤스 (배우)
제인 애덤스(Jane Adams, 1965년 4월 1일 ~ )는 미국의 배우이다. 1991년 폴 루드닉의 《I Hate Hamlet》으로 브로드웨이에 데뷔하였다. 1994년 존 보인턴 프리스틀리의 《밤의 방문객》 공연을 통해 드라마 데스크상과 토니상의 연극 부문 여우조연상을 수상하였다.
《헝》(2009-11)으로 2010년 제67회 골든 글로브상 텔레비전 시리즈·미니시리즈·TV 영화 부문 여우조연상 후보에 올랐으며, 《나의 직장상사는 코미디언》(2021-22)으로 2022년과 2023년에 2년 연속 프라임타임 에미상 후보에 올랐다.

## 출연 작품

### 영화
- 해피니스 (1998)
- 멈포드 (1999)
- 송캐처 (2000)
- 이터널 선샤인 (2004)
- 리틀 칠드런 (2006)
- 그녀는 내일 죽는다 (2020)

### 텔레비전
- 프레이저 (1999-2000)
- 헝 (2009-11)
- 나의 직장상사는 코미디언 (2021-22)
- 디 아이돌 (2023)

### 공연
- I Hate Hamlet (1991)
- 밤의 방문객 (1994, An Inspector Calls)